# Nag Hammadi-biblioteket
Nag Hammadi-biblioteket är en samling tidiga kristna gnostiska texter som hittades 1945 nära staden Nag Hammadi i Egypten. Tretton läderbundna papyruskodexar i en försluten lerkruka begravd i ökensanden hittades av en bonde från trakten. Texterna i dessa kodexar innefattade 52 huvudsakligen gnostiska avhandlingar, men de innefattade även tre verk tillhörande Corpus Hermeticum och en dålig översättning, alternativt medveten förvanskning, av en liten del av Platons Staten samt ytterligare en redan känd skrift (Tomasevangeliet); dessutom fanns där sex dubbletter. Totalt innehöll samlingen således 41 hittills okända skrifter, varav 10 är mycket fragmentariska. Samtliga skrifter anses först varit författade på grekiska och sedan översatta till koptiska.
I sin introduktion till Nag Hammadi-biblioteket på engelska föreslår bibelforskaren James Robinson att dessa kodexar kan ha tillhört ett närbeläget Pachomianskt kloster och ha begravts efter att biskop Athanasios fördömde den okritiska användningen av icke-kanoniska böcker i ett av sina brev år 367 e.Kr.
Skrifterna i kodexarna var skrivna på koptiska men de flesta, om inte alla, av skrifterna är förmodligen översättningar gjorda från äldre grekiska förlagor. Det mest kända verket är måhända Tomasevangeliet, som fanns bevarat i sin helhet bland fynden i Nag Hammadi. Kodexarna har tidsbestämts till 300- eller 400-talet. De förvaras i Koptiska museet i Kairo, Egypten.

## Exempel på vad som skrevs i böckerna
I några av skrifterna, som Petrusapokalypsen, sägs Jesus aldrig ha dött. och i Den store Seths andra traktat korsfästs aldrig Jesus. I stället är det Simon från Kyrene som korsfästs och dör; den Simon som enligt de tre synoptiska evangelierna bar bjälken eller korset som Jesus avrättades på till avrättningsplatsen. I flera av skrifterna sägs Skaparen vara en lägre gudom, bland gnostiker ofta identifierad med Jahve. Denna skapargud beskrivs som en svartsjuk och lömsk klåpare som de äkta högsta gudomligheterna Fadern och Modern tvingas läxa upp.

## Texter

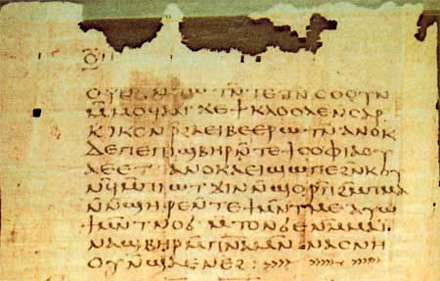
Den store Seths andra traktat

Bland Nag Hammadi-texterna fanns bland annat: 
- Arkonternas väsen
- Den bemyndigade läran
- Den stora förkunnelsen
- Den store Seths andra traktat
- Den tredelade traktaten
- Dundret - den fullkomliga tanken
- Två upplagor av Det koptiska egypterevangeliet
- Filippusevangeliet
- Frälsarens dialog
- Johannesapokryfen
- Om världens uppkomst
- Petrusakterna
- Petrusapokalypsen
- Petrus brev till Filippus
- Sanningens evangelium
- Sanningens Vittnesbörd
- Thomas Athletens bok
- Tomasevangeliet